# Petite Chantar
L'île de petite Chantar ou l'île de Malyy Shantar, en russe : Ostrov Malyy Shantar, est l'une des quinze îles de l'archipel des îles Chantar situé en mer d'Okhotsk. Avec une superficie de 100 km2, l'île de petite Chantar est la troisième île de l'archipel. Le point culminant de l'île est situé à 224 mètres au-dessus du niveau de la mer. L'île est recouverte par la taïga. L'île se rattache administrativement au kraï de Khabarovsk, à l'est de la Russie.